# میدان ساعت (ساری)
میدان ساعت ساری
میدان ساعت ساری (به مازندرانی: پاسائِت) نام میدانی در محله ساری مرکز در مرکز شهر ساری ،مرکز استان مازندران ایران است. این برج معروف که نماد و المان معروف مازندران و ساری است در سال ۱۳۰۹ ساخته شد.
برج ساعت ساری به‌عنوان معروف‌ترین نماد شمال ایران، در ساری اولین بار در سال ۱۳۰۹ با ظاهری با ویژگی‌های معماری ایرانی و اروپایی ساخته شد.

## تاریخچه

### تخریب
این برج در جنگ جهانی دوم آسیب دید و در نهایت در سال ۱۳۴۴ با تصمیم شهرداری تخریب شد و میدانی فوّاره‌ای جایگزین آن شد.

### بازسازی
در سال ۱۳۵۵ سازمان فرهنگ و هنر استان و شهرداری ساری تصمیم گرفتند که مجدداً برج ساعت را با طراحی جدیدتری بسازند. با تصمیم هیئت‌امنا، معمار این پروژه انتخاب شد و طرح آن نیز به تأیید رسید و پس‌ازآن عملیات ساخت مجدد برج ساعت آغاز شد. دانیال فلاحیان فر طراح این برج می‌باشد که با توجه به طرح‌های قدیمی انجام گرفت وکسی که از سوی هیئت‌امنا به‌عنوان معمار این طرح انتخاب شد، آقای «محمدعلی حمیدی نوا» بود. به گفته حمیدی نوا، ساخت دوم برج ساعت ساری از سال ۱۳۵۵ آغاز شد و کار آن ۲ سال بعد در سال ۱۳۵۷ در اوائل انقلاب به اتمام رسید. کلیه کارگران ساخت برج، ساروی بوده و حقوق روزانه آن‌ها یک تومان بوده است.

## ویژگی‌ها

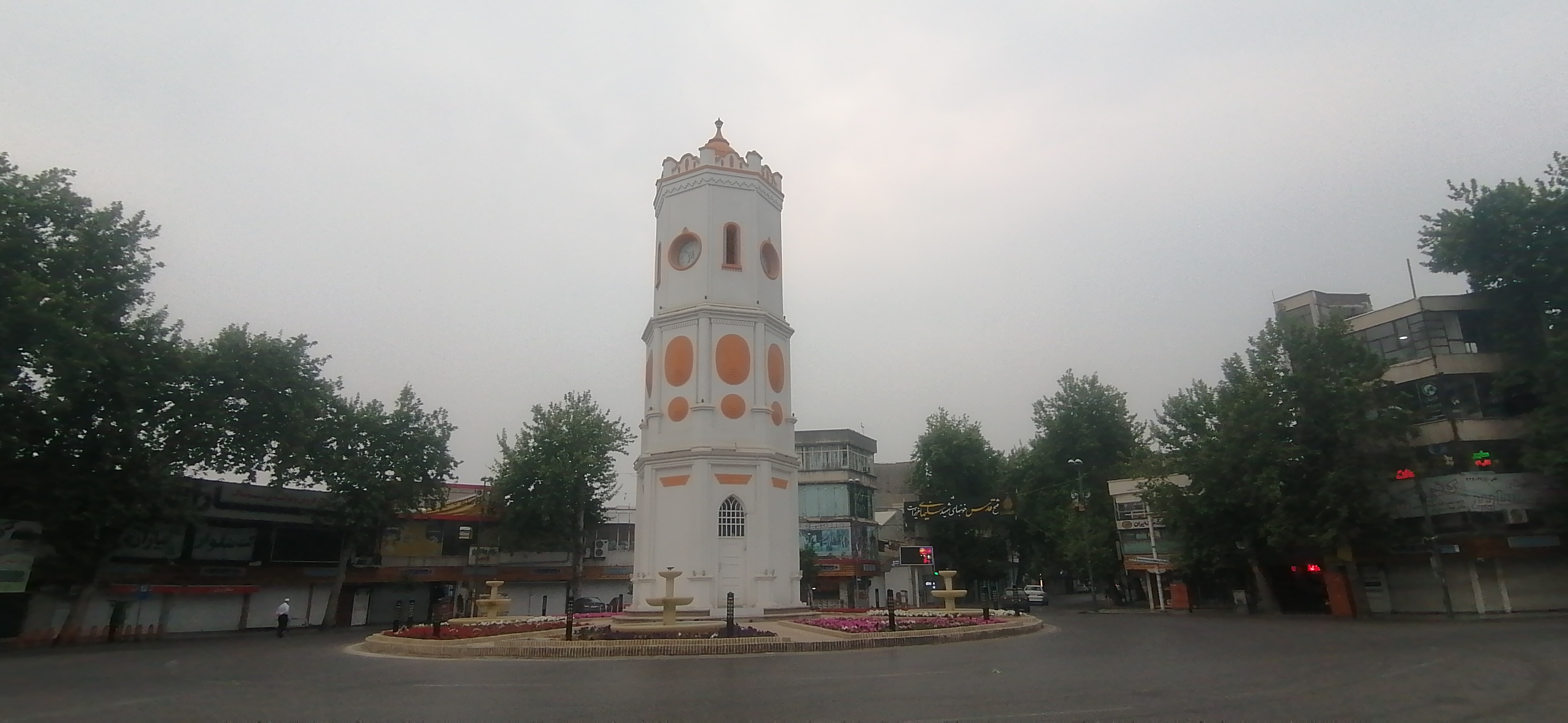
میدان ساعت ساری در بهار ۱۴۰۱

این برج دارای ساعت عقربه‌ای بزرگ و مجهز به صدای زنگ ناقوس است که در هنگام تغییر ساعات به تعداد رقم ساعت آن لحظه به صدا درمی‌آمد و در سکوت شب‌های ساری صدای ساعت ۱۲ شب به دلیل تعداد بالای دفعات آن و نیز سکوت شب تا خیابان‌های اطراف برج شنیده می‌شد برج اول ساعت ساری تقریباً به همین شکل بوده است با این تفاوت که مصالحی که در برج دوم استفاده‌شده آجر و سیمان است که نسبت به ساخت قبلی، بسیار مستحکم‌تر و ماندگارتر است. برج ساعت ساری درگذشته دارای ۲ ساعت بوده؛ یکی به سمت خیابان مدرس و دیگری به سمت خیابان انقلاب که این ۲ ساعت از کشور روسیه واردشده بود؛ اما در حال حاضر تعداد ۴ ساعت در برج نصب‌شده که از کشور ژاپن واردشده است.

### قابل‌رویت نبودن ساعت‌ها
به گفته کارشناسان معماری به دلیل اینکه چهار خیابان اطراف برج، ازلحاظ هندسی مقابل هم قرار ندارند، لذا این ۴ ساعتی که روی برج نصب‌شده است، از چهار طرف به‌خوبی دیده نمی‌شود و تنها از سمت خیابان انقلاب کاملاً واضح و مستقیماً قابل‌رؤیت است.